# Notoplites biocali
Notoplites biocali är en mossdjursart som beskrevs av Jean-Loup d'Hondt och Gordon 1996. Notoplites biocali ingår i släktet Notoplites och familjen Candidae. Inga underarter finns listade i Catalogue of Life.